# 横田広明
横田 広明（よこた ひろあき、1961年10月19日 - ）は、千葉県銚子市出身の元プロボクサー（左ボクサーファイター）。現在は横田スポーツジムの会長。
現役時代はアートネイチャー池袋支店長を務めながらリングに上がる「サラリーマンボクサー」として話題を呼んだ。また、2023年に野中悠樹に更新されるまで国内男子プロボクサー最年長勝利記録（45歳7か月）を持っていた。

## 来歴

### デビュー・1度目の引退と現役復帰
1979年3月、17歳でプロデビュー。同年9月、4戦目で初黒星を喫し、最初の引退。
1987年6月、8年ぶりの現役復帰。同年の東日本スーパーバンタム級新人王決定戦に出場したが、12月の決勝戦で引き分け、敗者扱いとなる。
1990年10月、日本王座初挑戦。日本スーパーバンタム級王者西條学に挑み、8回KO勝ち。ちょうど20戦目で日本王者に輝き、3度防衛後の1992年6月に王座返上。
1993年11月、32歳にして世界初挑戦（当時の日本人選手の世界初挑戦最年長記録）。東京・後楽園ホールでWBA世界スーパーバンタム級王者ウィルフレド・バスケス（プエルトリコ）に挑む。5回にダウンを奪われたが、2階級制覇を果たしたベテラン王者相手に大健闘、最終回まで粘ったものの、12回判定負け（3-0）。

### 2度目の引退・ジム開設
1995年5月、2度目の引退。
1996年1月、横田スポーツジムを開設し、本格的に後進の指導に着手。

### 2度目の現役復帰
1998年10月、2度目の現役復帰。日本プロボクシング界では、日本ボクシングコミッション（JBC）が選手ライセンスと他のライセンスを同時に保持することを認めていないため、兼任のトレーナー・プロモーター・オーナーは存在しない。しかし、JBC設立前にはピストン堀口、笹崎僙らが現役中にジムを開設して指導に当たるケースが存在した。またオーナーライセンス及び日本プロボクシング協会加盟ボクシングジムの代表者名義は一親等であれば無条件に継承可能なので配偶者に同ライセンス・代表者を形式的に継承あるいは新規取得させ現役ボクサーしながら事実上のジム経営者、即ち選手兼任監督する事は不可能ではない。横田は実兄に継承させ現役復帰、しかし事実上の経営者だった。アメリカでは現役プロボクサーがプロモーターを兼任する例もあり、オスカー・デ・ラ・ホーヤらがそれに該当する。）

### 3度目の現役引退・3回目の現役復帰
1試合戦い37歳定年制のため3度目の引退。
その後、年齢制限の改定を求め、JBCに何度も嘆願書を持ち込んだ。そして6年間の努力が実り2003年から条件付きで37歳以上の選手活動が認められるようになった。
2004年11月24日、チャートスック・ツインジム（タイ）戦で3度目の現役復帰。判定の末、43歳1ヶ月の国内最年長記録での勝利を手にした。
その後も勝利を重ね最年長記録を更新。
2007年6月15日、ジェーンロップ・スーンギラーノーイナイ（タイ）戦で5回TKOで勝ち、自身13年ぶりのKO勝ちを記録。もちろん当時国内最年長KO勝ち（2008年に解禁された女子の記録は池山直の47歳2ヶ月。国内男子最年長KO勝利記録も2023年9月17日に野中悠樹が46歳10日に更新）である。

### 引退・ジム会長復帰
2008年6月9日、横田ジムの会長就任とともに46歳で引退。引退時点で国内男子最年長現役記録であったが、2024年に野中悠樹に更新された。

## 戦績
36戦29勝（15KO）5敗2分

## リンク
- 横田ボクシングジム